# Enterprise (Virginia Occidental)
Enterprise es un lugar designado por el censo ubicado en el condado de Harrison en el estado estadounidense de Virginia Occidental. En el Censo de 2010 tenía una población de 961 habitantes y una densidad poblacional de 126,03 personas por km².

## Geografía
Enterprise se encuentra ubicado en las coordenadas 39°25′11″N 80°17′0″O / 39.41972, -80.28333. Según la Oficina del Censo de los Estados Unidos, Enterprise tiene una superficie total de 7.62 km², de la cual 7.62 km² corresponden a tierra firme y (0%) 0 km² es agua.

## Demografía
Según el censo de 2010, había 961 personas residiendo en Enterprise. La densidad de población era de 126,03 hab./km². De los 961 habitantes, Enterprise estaba compuesto por el 98.65% blancos, el 0.31% eran afroamericanos, el 0.1% eran amerindios, el 0% eran asiáticos, el 0% eran isleños del Pacífico, el 0% eran de otras razas y el 0.94% pertenecían a dos o más razas. Del total de la población el 0.52% eran hispanos o latinos de cualquier raza.